# Pallacanestro Varese 2015-2016
Questa voce raccoglie le informazioni riguardanti la Pallacanestro Varese nelle competizioni ufficiali della stagione 2015-2016.

## Stagione
La stagione 2015-2016 della Pallacanestro Varese, sponsorizzata per il secondo anno consecutivo da Openjobmetis, è la 67ª nel massimo campionato italiano di pallacanestro.
La guida tecnica della squadra viene affidata a Paolo Moretti, che lascia Pistoia dopo 6 anni, mentre il ruolo di general manager viene assegnato a Bruno Arrigoni. A lui anche il compito di ricostruire il roster, totalmente azzerato rispetto alla stagione precedente.
Vengono messi sotto contratto i play Maalik Wayns e Ovidijus Varanauskas, le guardie Daniele Cavaliero e Ramon Galloway, le ali piccole Mychel Thompson, Giancarlo Ferrero e Jevohn Shepherd, le ali grandi Mouhammad Faye e Lorenzo Molinaro e i centri Luca Campani e Brandon Davies.
Per celebrare il 70º anniversario della società, Varese si iscrive alla neonata FIBA Europe Cup e viene sorteggiata nel girone C assieme a Ostenda, Södertälje e Falco Szombathely.
La nuova stagione parte ufficialmente il 19 agosto con il ritrovo al PalaWhirlpool per l'inizio della preparazione atletica. Dal 30 settembre la squadra è in ritiro a Chiavenna.
L'avvio di campionato è sfortunato: Varese perde la prima partita in casa contro Caserta e contemporaneamente deve far fronte agli infortuni di Galloway e Wayns. Il primo subisce uno strappo al muscolo ileo-psoas, mentre il secondo si procura la lesione del menisco del ginocchio sinistro. Per sopperire a queste defezioni, Varese ingaggia il play croato Roko Ukić, che firma un contratto di due mesi. Anche la seconda partita di campionato, contro l'Olimpia Milano, si conclude con una sconfitta per 90 a 62.
Dopo le due sconfitte iniziali seguono due successi, contro Pesaro e Capo d'Orlando, inframezzate dalla partita persa contro la Dinamo Sassari. Anche l'esordio in FIBA Europe Cup è amaro: Ostenda vince 83-79 a Masnago.
La prima settimana di novembre la squadra subisce un'altra defezione: Varanauskas si procura la lesione del menisco con conseguente stop di un mese e mezzo. Il 4 novembre giunge la prima vittoria in FIBA Europe Cup per 94 a 71 contro il Falco Szombathely.
Il 6 novembre la società annuncia il tesseramento del giocatore lettone Rihards Kuksiks.
Con un bottino di tre vittorie e tre sconfitte, Varese riesce a qualificarsi al secondo turno di FIBA Europe Cup, dove è inserita nel girone V assieme a Cmoki Minsk, Güssing Knights e AEK Larnaca.
Il 16 dicembre, poco prima della scadenza del contratto, Roko Ukić esce dall'accordo con Varese, mentre il giorno seguente è Jevohn Shepherd a lasciare la squadra, dopo aver raggiunto l'intesa con Pesaro per il prosieguo della stagione. Il 18 dicembre Varese annuncia l'ingaggio dell'ala estone Kristjan Kangur, giunto alla terza apparizione in maglia biancorossa.
Il 22 dicembre successivo anche Mychel Thompson, ormai ai margini delle rotazioni di coach Moretti, viene tagliato dal roster varesino. Il giorno seguente, 23 dicembre, Ramon Galloway viene messo fuori rosa per motivi disciplinari. La guardia americana viene poi reintegrata in squadra, dopo un colloquio chiarificatore con lo staff e la squadra, l'11 gennaio 2016.
Il girone di andata del campionato si chiude con la vittoria nel derby contro Cantù, che consente a Varese di girare la boa al decimo posto con 12 punti, frutto di sei vittorie e nove sconfitte. Nella stessa partita Varese perde per 5-6 settimane Daniele Cavaliero, che si procura la lussazione della spalla in uno scontro di gioco.
Il girone di ritorno inizia con la vittoria contro Caserta, a cui fanno seguito quattro sconfitte, patite contro Milano, Pesaro, Sassari e Capo d'Orlando, che risucchiano Varese in zona retrocessione. Nel frattempo, il 21 gennaio, Lorenzo Molinaro si trasferisce in prestito a Ravenna, squadra di Serie A2, mentre il 2 febbraio viene ingaggiato il playmaker americano Chris Wright, in sostituzione di Galloway, ormai ai margini della rosa. Quello di Wright è anche l'ultimo tesseramento a disposizione della società. Negli stessi giorni, con la vittoria sul campo di Güssing, Varese conquista il primo posto nel girone delle Last 32 di FIBA Europe Cup, con un record di cinque vittorie e una sconfitta. Negli ottavi di finale affronta i turchi del Gaziantep.
Dopo la pausa di Coppa Italia, Varese affronta e batte Torino, fanalino di coda, allontanando momentaneamente il pericolo retrocessione. Contemporaneamente, i biancorossi affrontano Gaziantep negli ottavi di finale di FIBA Europe Cup: dopo aver vinto gara 1 di un punto e perso gara 2, la bella vede Varese vincere e conquistare i quarti di finale contro Anversa. A rovinare il momento positivo della società biancorossa, il giorno prima di gara 3 degli ottavi di finale di FIBA Europe Cup, giunge la notizia della positività al THC di Mouhammad Faye, che viene immediatamente sospeso sia dalla società che dal Tribunale Nazionale Antidoping.
Varese ottiene importanti successi in ottica salvezza contro Trento, Brindisi e Pistoia. Nei quarti di finale di FIBA Europe Cup vince per 2-1 la serie contro Anversa, grazie a due successi casalinghi, inframezzati dalla sconfitta in Belgio, e si aggiudica il diritto di partecipare alle Final Four insieme a Enisey, Chalon e Francoforte.

## Roster

### Staff tecnico e dirigenziale
- Allenatore: Paolo Moretti
- Vice-allenatore: Stefano Vanoncini
- Assistente: Paolo Conti
- Preparatore Atletico: Marco Armenise
- Staff Medico: Stefano Sella
- Staff Medico: Daniele Marcolli
- Fisioterapista: Mauro Bianchi
- Fisioterapista: Matteo Bianchi
- Fisioterapista: Davide Zonca

- Presidente: Stefano Coppa
- Vicepresidente: Monica Salvestrin
- General Manager: Bruno Arrigoni
- Team Manager: Massimo Ferraiuolo
- Area Sportiva e Organizzativa: Mario Oioli
- Responasbile Marketing: Luna Tovaglieri
- Assistente Marketing: Elisa Fabris
- Ufficio Stampa: Davide Minazzi
- Ufficio Stampa: Marco Gandini
- Ufficio Stampa: Davide Riva
- Amministrazione: Sara Patitucci
- Responsabile Logistica e Biglietteria: Raffaella Demattè
- Biglietteria: Luca Maffioli
- Logistica PalaWhirlpool: Giancarlo Bottelli
- Logistica PalaWhirlpool: Ennio Lorigiola
- Logistica PalaWhirlpool: Giorgio Caielli
- Dirigente Addetto agli Arbitri: Alessandro Galleani
- Accoglienza Squadra Ospite: Angelo Daverio
- Centralino: Gianluigi D'Agostino
- Resp.le Settore Giovanile: Bruno Bianchi
- Responsabile Minibasket: Marina Parma
- Coordinatore Sett. Giovanile e Minibasket: Massimo Ferraiuolo
- Responsabile Rapporti con la FIP: Mario Oioli
- Responsabile Statistiche: Marco Canavesi

## Mercato estivo
| Arrivi | Arrivi               | Arrivi             | Arrivi        |
| R      | Nome                 | da                 | Modalità      |
| ------ | -------------------- | ------------------ | ------------- |
| G      | Ramon Galloway       | Derthona Basket    | definitivo    |
| AP     | Mychel Thompson      | S.C. Warriors      | definitivo    |
| C      | Brandon Davies       | Élan Chalon        | definitivo    |
| P      | Maalik Wayns         | Atenien. de Manatí | definitivo    |
| AG     | Lorenzo Molinaro     | Basket Agropoli    | definitivo    |
| AP     | Giancarlo Ferrero    | Trapani Shark      | definitivo    |
| AP     | Jevohn Shepherd      | Barcellona         | definitivo    |
| A      | Mouhammad Faye       | Rethymno           | definitivo    |
| G      | Daniele Cavaliero    | Scandone Avellino  | definitivo    |
| C      | Luca Campani         | Vanoli Cremona     | definitivo    |
| P      | Ovidijus Varanauskas | Juventus Utena     | definitivo    |
| ALL    | Paolo Moretti        | Pistoia Basket     | definitivo    |
| ALL    | Stefano Vanoncini    | Viola R. Calabria  | definitivo    |
| G      | Nicola Bertoglio     | Basket 7 Laghi     | fine prestito |

| Partenze | Partenze          | Partenze          | Partenze       |
| R        | Nome              | a                 | Modalità       |
| -------- | ----------------- | ----------------- | -------------- |
| G        | Andy Rautins      | Gaziantep BŞB     | fine contratto |
| AG       | Craig Callahan    | Virtus Roma       | fine contratto |
| C        | Johndre Jefferson | Torku Konyaspor   | fine contratto |
| P        | Eric Maynor       | Nižnij Novgorod   | fine contratto |
| A        | Kristjan Kangur   | Free agent        | fine contratto |
| A        | Stanley Okoye     | Olimpia Matera    | fine contratto |
| AP       | Yakhouba Diawara  | Free agent        | fine contratto |
| G        | Andrea Casella    | Fulgor Omegna     | fine contratto |
| P        | Antero Lehto      | Tampereen Pyrintö | fine contratto |
| AP       | Christian Eyenga  | Dinamo Sassari    | fine contratto |
| C        | Jacopo Balanzoni  | Basket Lecco      | fine contratto |
| ALL      | Attilio Caja      | Free agent        | fine contratto |
| G        | Nicola Bertoglio  | Cistellum Cislago | fine contratto |

## Risultati

### Serie A

#### Regular season

##### Girone di andata
| Arbitri: | Enrico Sabetta (Termoli) Massimiliano Filippini (San Lazzaro di Savena) Nicola Ranaudo (Milano) |

|                                                                        |            |                                                |
| Maalik Wayns 18 Mouhammad Faye 11 Daniele Cavaliero, Jevohn Shepherd 9 | Punti      | 16 Bobby Jones 9 Dario Hunt 8 Muhammad El-Amin |
| Maalik Wayns, Daniele Cavaliero 2                                      | Assist     | 3 Marco Giuri                                  |
| Mouhammad Faye 16                                                      | Rimbalzi   | 16 Dario Hunt                                  |
| Paolo Moretti                                                          | Allenatori | Sandro Dell'Agnello                            |

| Arbitri: | Dino Seghetti (Livorno) Manuel Mazzoni (Grosseto) Denis Quarta (Rivalta di Torino) |

|                                                                       |            |                                                                                       |
| Robbie Hummel 17 Jamel McLean 12 Oliver Lafayette, Krunoslav Simon 11 | Punti      | 12 Roko Ukić 9 Brandon Davies, Mouhammad Faye 8 Ovidijus Varanauskas, Mychel Thompson |
| Krunoslav Simon 5                                                     | Assist     | 6 Roko Ukić                                                                           |
| Gani Lawal 8                                                          | Rimbalzi   | 4 Lorenzo Molinaro, Ovidijus Varanauskas, Jevohn Shepherd                             |
| Jasmin Repeša                                                         | Allenatori | Paolo Moretti                                                                         |

| Arbitri: | Carmelo Paternicò (Piazza Armerina) Luca Weidmann (Campobasso) Gianluca Calbucci (Pomezia) |

|                                                     |            |                                                                        |
| Mouhammad Faye 19 Luca Campani 16 Brandon Davies 15 | Punti      | 17 Trevor Lacey 13 Semaj Christon, D.J. Shelton 10 Shaquielle McKissic |
| Roko Ukić 8                                         | Assist     | 6 Semaj Christon                                                       |
| Mouhammad Faye 14                                   | Rimbalzi   | 8 Giulio Gazzotti                                                      |
| Paolo Moretti                                       | Allenatori | Riccardo Paolini                                                       |

| Arbitri: | Tolga Sahin (Messina) Massimiliano Filippini (San Lazzaro di Savena) Denis Quarta (Rivalta di Torino) |

|                                                  |            |                                                   |
| Brandon Davies 17 Roko Ukić 15 Mouhammad Faye 14 | Punti      | 23 David Logan 19 Joe Alexander 12 Marquez Haynes |
| Roko Ukić 6                                      | Assist     | 6 Marquez Haynes                                  |
| Mouhammad Faye 10                                | Rimbalzi   | 8 Christian Eyenga                                |
| Paolo Moretti                                    | Allenatori | Romeo Sacchetti                                   |

| Arbitri: | Luigi Lamonica (Roseto degli Abruzzi) Emanuele Aronne (Viterbo) Sergio Noce (Latina) |

|                                                     |            |                                                 |
| Simas Jasaitis 17 Alex Oriakhi 13 Sandro Nicević 10 | Punti      | 21 Roko Ukić 11 Luca Campani 10 Mychel Thompson |
| Vlado Ilievski 8                                    | Assist     | 6 Roko Ukić                                     |
| Alex Oriakhi 8                                      | Rimbalzi   | 11 Mouhammad Faye                               |
| Giulio Griccioli                                    | Allenatori | Paolo Moretti                                   |

| Arbitri: | Saverio Lanzarini (Bologna) Fabrizio Paglialunga (Taranto) Christian Borgo (Dueville) |

|                                                          |            |                                                        |
| Daniele Cavaliero 21 Mouhammad Faye 19 Brandon Davies 13 | Punti      | 22 Andre Dawkins 19 Dejan Ivanov 15 Stefano Mancinelli |
| Roko Ukić 7                                              | Assist     | 4 Dawan Robinson                                       |
| Mouhammad Faye 9                                         | Rimbalzi   | 12 Dejan Ivanov                                        |
| Paolo Moretti                                            | Allenatori | Luca Bechi                                             |

| Arbitri: | Enrico Sabetta (Termoli) Denny Borgioni (Roma) Denis Quarta (Rivalta di Torino) |

|                                                                            |            |                                                       |
| Dominique Sutton 18 Filippo Baldi Rossi 13 Trent Lockett, Julian Wright 12 | Punti      | 16 Ramon Galloway 15 Brandon Davies 10 Mouhammad Faye |
| Jamarr Sanders 7                                                           | Assist     | 2 Tre giocatori                                       |
| Filippo Baldi Rossi 9                                                      | Rimbalzi   | 6 Brandon Davies                                      |
| Maurizio Buscaglia                                                         | Allenatori | Paolo Moretti                                         |

| Arbitri: | Alessandro Martolini (Roma) Gianluca Sardella (Rimini) Nicola Ranaudo (Milano) |

|                                                                |            |                                                           |
| Roko Ukić, Ramon Galloway 15 Maalik Wayns 14 Brandon Davies 13 | Punti      | 18 Courtney Fells 13 Simone Fontecchio 12 Valerio Mazzola |
| Roko Ukić 8                                                    | Assist     | 4 Simone Fontecchio                                       |
| Mouhammad Faye 8                                               | Rimbalzi   | 6 Courtney Fells                                          |
| Paolo Moretti                                                  | Allenatori | Giorgio Valli                                             |

| Arbitri: | Saverio Lanzarini (Bologna) Alessandro Vicino (Argelato) Evangelista Caiazza (Arzano) |

|                                                 |            |                                                      |
| Andrea Zerini 20 Kenny Kadji 18 Adrian Banks 17 | Punti      | 18 Mouhammad Faye 16 Rihards Kuksiks 12 Maalik Wayns |
| David Cournooh 4                                | Assist     | 4 Roko Ukić                                          |
| Kenny Kadji 8                                   | Rimbalzi   | 13 Mouhammad Faye                                    |
| Piero Bucchi                                    | Allenatori | Paolo Moretti                                        |

| Arbitri: | Carmelo Paternicò (Piazza Armerina) Mark Bartoli (Trieste) Matteo Boninsegna (Milano) |

|                                                                     |            |                                                  |
| Brandon Davies 18 Ramon Galloway 15 Daniele Cavaliero, Roko Ukić 12 | Punti      | 26 James Nunnally 15 Benas Veikalas 14 Ivan Buva |
| Roko Ukić 4                                                         | Assist     | 5 Alex Acker                                     |
| Ramon Galloway 6                                                    | Rimbalzi   | 8 Ivan Buva                                      |
| Paolo Moretti                                                       | Allenatori | Stefano Sacripanti                               |

| Arbitri: | Luigi Lamonica (Roseto degli Abruzzi) Gabriele Bettini (Bologna) Denny Borgioni (Roma) |

|                                                  |            |                                                      |
| Wayne Blackshear 20 Olek Czyż 17 Ariel Filloy 14 | Punti      | 18 Luca Campani 16 Brandon Davies 15 Rihards Kuksiks |
| Ronald Moore 7                                   | Assist     | 9 Maalik Wayns                                       |
| Olek Czyż 13                                     | Rimbalzi   | 17 Brandon Davies                                    |
| Vincenzo Esposito                                | Allenatori | Paolo Moretti                                        |

| Arbitri: | Gianluca Mattioli (Pesaro) Alessandro Vicino (Argelato) Martino Galasso (Siena) |

|                                            |            |                                                                                     |
| Hrvoje Perić 21 Josh Owens 16 Phil Goss 15 | Punti      | 12 Brandon Davies 10 Maalik Wayns, Daniele Cavaliero, Luca Campani 8 Ramon Galloway |
| Mike Green 5                               | Assist     | 6 Ramon Galloway                                                                    |
| Josh Owens 11                              | Rimbalzi   | 5 Mouhammad Faye, Daniele Cavaliero, Luca Campani                                   |
| Carlo Recalcati                            | Allenatori | Paolo Moretti                                                                       |

| Arbitri: | Saverio Lanzarini (Bologna) Maurizio Biggi (Castel San Giovanni) Gianluca Calbucci (Pomezia) |

|                                                        |            |                                                |
| Maalik Wayns 17 Brandon Davies 15 Daniele Cavaliero 13 | Punti      | 28 Tyrus McGee 13 Elston Turner 12 Marco Cusin |
| Maalik Wayns 6                                         | Assist     | 1 Tyrus McGee, Elston Turner                   |
| Mouhammad Faye 11                                      | Rimbalzi   | 6 Marco Cusin, Paul Biligha                    |
| Paolo Moretti                                          | Allenatori | Cesare Pancotto                                |

| Arbitri: | Luca Weidmann (Campobasso) Enrico Sabetta (Termoli) Christian Borgo (Dueville) |

|                                                                   |            |                                                                         |
| Amedeo Della Valle20 Andrea De Nicolao 16 Uladzimir Verameenka 13 | Punti      | 16 Luca Campani 12 Daniele Cavaliero 10 Brandon Davies, Rihards Kuksiks |
| Pietro Aradori 6                                                  | Assist     | 2 Brandon Davies, Maalik Wayns                                          |
| Uladzimir Verameenka 7                                            | Rimbalzi   | 7 Luca Campani                                                          |
| Massimiliano Menetti                                              | Allenatori | Paolo Moretti                                                           |

| Arbitri: | Carmelo Paternicò (Piazza Armerina) Lorenzo Baldini (Firenze) Evangelista Caiazza (Arzano) |

|                                                         |            |                                                  |
| Maalik Wayns 19 Rihards Kuksiks 12 Giancarlo Ferrero 10 | Punti      | 19 Awudu Abass 14 JaJuan Johnson 13 Brady Heslip |
| Kristjan Kangur 4                                       | Assist     | 4 Kenny Hasbrouck                                |
| Maalik Wayns, Rihards Kuksiks 7                         | Rimbalzi   | 9 JaJuan Johnson                                 |
| Paolo Moretti                                           | Allenatori | Sergej Bazarevič                                 |

##### Girone di ritorno
| Arbitri: | Gianluca Mattioli (Pesaro) Manuel Mazzoni (Grosseto) Dario Morelli (Brindisi) |

|                                                               |            |                                                       |
| Peyton Siva 24 Micah Downs 16 Bobby Jones, Nik'a Met'reveli 7 | Punti      | 28 Maalik Wayns 11 Brandon Davies 8 Quattro giocatori |
| Peyton Siva 5                                                 | Assist     | 3 Mouhammad Faye                                      |
| Micah Downs, Nik'a Met'reveli 8                               | Rimbalzi   | 9 Mouhammad Faye                                      |
| Sandro Dell'Agnello                                           | Allenatori | Paolo Moretti                                         |

| Arbitri: | Tolga Sahin (Messina) Emanuele Aronne (Viterbo) Denny Borgioni (Roma) |

|                                                      |            |                                                       |
| Brandon Davies 18 Kristjan Kangur 12 Maalik Wayns 10 | Punti      | 31 Charles Jenkins 23 Krunoslav Simon 13 Milan Mačvan |
| Ovidijus Varanauskas 4                               | Assist     | 4 Oliver Lafayette                                    |
| Brandon Davies 10                                    | Rimbalzi   | 9 Krunoslav Simon                                     |
| Paolo Moretti                                        | Allenatori | Jasmin Repeša                                         |

| Arbitri: | Enrico Sabetta (Termoli) Luca Weidmann (Campobasso) Nicola Ranaudo (Milano) |

|                                                                    |            |                                                                       |
| Austin Daye 32 Trevor Lacey 14 Semaj Christon, Tautvydas Lydeka 13 | Punti      | 23 Maalik Wayns 11 Kristjan Kangur, Rihards Kuksiks 10 Ramon Galloway |
| Semaj Christon 2                                                   | Assist     | 3 Ramon Galloway                                                      |
| Tautvydas Lydeka 13                                                | Rimbalzi   | 7 Mouhammad Faye                                                      |
| Riccardo Paolini                                                   | Allenatori | Paolo Moretti                                                         |

| Arbitri: | Carmelo Paternicò (Piazza Armerina) Alessandro Martolini (Roma) Gianluca Calbucci (Pomezia) |

|                                                 |            |                                                      |
| David Logan 22 Rok Stipčević 13 Brent Petway 12 | Punti      | 16 Rihards Kuksiks 15 Maalik Wayns 12 Brandon Davies |
| Tony Mitchell 6                                 | Assist     | 5 Maalik Wayns                                       |
| David Logan, Tony Mitchell, Brent Petway 5      | Rimbalzi   | 10 Mouhammad Faye                                    |
| Marco Calvani                                   | Allenatori | Paolo Moretti                                        |

| Arbitri: | Roberto Begnis (Crema) Carmelo Lo Guzzo (Pisa) Denis Quarta (Rivalta di Torino) |

|                                                           |            |                                                        |
| Giancarlo Ferrero 16 Brandon Davies 14 Kristjan Kangur 13 | Punti      | 31 Ryan Boatright 16 Simas Jasaitis 12 Laurence Bowers |
| Chris Wright 4                                            | Assist     | 3 Ryan Boatright                                       |
| Brandon Davies 8                                          | Rimbalzi   | 9 Simas Jasaitis                                       |
| Paolo Moretti                                             | Allenatori | Gennaro Di Carlo                                       |

| Arbitri: | Luigi Lamonica (Roseto degli Abruzzi) Emanuele Aronne (Viterbo) Gianluca Calbucci (Roma) |

|                                              |            |                                                      |
| Ndudi Ebi 24 D.J. White 21 Guido Rosselli 10 | Punti      | 21 Rihards Kuksiks 20 Luca Campani 14 Mouhammad Faye |
| Jerome Dyson 5                               | Assist     | 5 Chris Wright                                       |
| D.J. White 9                                 | Rimbalzi   | 7 Brandon Davies                                     |
| Francesco Vitucci                            | Allenatori | Paolo Moretti                                        |

| Arbitri: | Alessandro Martolini (Roma) Carmelo Lo Guzzo (Pisa) Fabrizio Paglialunga (Taranto) |

|                                                      |            |                                                      |
| Brandon Davies 27 Kristjan Kangur 18 Maalik Wayns 15 | Punti      | 24 Davide Pascolo 19 Julian Wright 11 Giuseppe Poeta |
| Chris Wright 10                                      | Assist     | 4 Giuseppe Poeta                                     |
| Brandon Davies 16                                    | Rimbalzi   | 9 Davide Pascolo                                     |
| Paolo Moretti                                        | Allenatori | Maurizio Buscaglia                                   |

| Arbitri: | Carmelo Paternicò (Piazza Armerina) Emanuele Aronne (Viterbo) Nicola Ranaudo (Milano) |

|                                                     |            |                                                    |
| Abdul Gaddy 19 Valerio Mazzola 14 Dexter Pittman 13 | Punti      | 18 Rihards Kuksiks 11 Luca Campani 10 Chris Wright |
| quattro giocatori 2                                 | Assist     | 6 Chris Wright                                     |
| Valerio Mazzola 7                                   | Rimbalzi   | 8 Brandon Davies                                   |
| Giorgio Valli                                       | Allenatori | Paolo Moretti                                      |

| Arbitri: | Gianluca Mattioli (Pesaro) Gabriele Bettini (Bologna) Alessandro Perciavalle (Torino) |

|                                   |            |                                        |
| Cavaliero 22 Ferrero 17 Wright 11 | Punti      | 17 Banks, Scott 11 Cournooh 10 Anosike |
| Wright 5                          | Assist     | 2 Banks, Scott                         |
| Davies 10                         | Rimbalzi   | 10 Anosike                             |
| Paolo Moretti                     | Allenatori | Piero Bucchi                           |

| Arbitri: | Alessandro Martolini (Roma) Guido Federico Di Francesco (Termoli) Dario Morelli (Brindisi) |

|                                                  |            |                                                   |
| Benas Veikalas 25 James Nunnally 20 Ivan Buva 16 | Punti      | 16 Brandon Davies 12 Chris Wright 11 Luca Campani |
| Joe Ragland 9                                    | Assist     | 4 Maalik Wayns, Daniele Cavaliero                 |
| Ivan Buva 11                                     | Rimbalzi   | 9 Luca Campani                                    |
| Paolo Moretti                                    | Allenatori | Stefano Sacripanti                                |

| Arbitri: | Luigi Lamonica (Roseto degli Abruzzi) Maurizio Biggi (Castel San Giovanni) Federico Brindisi (Torino) |

|                                                      |            |                                                           |
| Chris Wright 20 Brandon Davies 19 Rihards Kuksiks 15 | Punti      | 31 Alex Kirk 13 Olek Czyż 8 Preston Knowles, Ronald Moore |
| Chris Wright, Maalik Wayns 4                         | Assist     | 5 Ariel Filloy                                            |
| Brandon Davies 9                                     | Rimbalzi   | 10 Olek Czyż                                              |
| Paolo Moretti                                        | Allenatori | Vincenzo Esposito                                         |

| Arbitri: | Gianluca Mattioli (Pesaro) Gianluca Sardella (Rimini) Evangelista Caiazza (Arzano) |

|                                                      |            |                                                 |
| Brandon Davies 21 Rihards Kuksiks 20 Maalik Wayns 13 | Punti      | 18 Mike Green 16 Melvin Ejim 13 Jarrius Jackson |
| Chris Wright 7                                       | Assist     | 3 Benjamin Ortner                               |
| Brandon Davies 13                                    | Rimbalzi   | 6 Mike Green, Michael Bramos                    |
| Paolo Moretti                                        | Allenatori | Walter De Raffaele                              |

| Arbitri: | Enrico Sabetta (Termoli) Lorenzo Baldini (Firenze) Fabrizio Paglialunga (Taranto) |

|                                                      |            |                                                                    |
| Elston Turner 18 Deron Washington 16 Paul Biligha 14 | Punti      | 17 Brandon Davies, Rihards Kuksiks 13 Chris Wright 12 Maalik Wayns |
| Elston Turner 3                                      | Assist     | 2 Brandon Davies, Rihards Kuksiks, Chris Wright                    |
| Paul Biligha 10                                      | Rimbalzi   | 12 Chris Wright                                                    |
| Cesare Pancotto                                      | Allenatori | Paolo Moretti                                                      |

| Arbitri: | Roberto Begnis (Crema) Beniamino Manuel Attard (Priolo Gargallo) Dario Morelli (Brindisi) |

|                                                 |            |                                                                |
| Chris Wright 15 Luca Campani 13 Maalik Wayns 10 | Punti      | 17 Rimantas Kaukėnas 14 Uladzimir Verameenka 10 Pietro Aradori |
| Chris Wright, Rihards Kuksiks 3                 | Assist     | 3 Stefano Gentile                                              |
| Chris Wright 8                                  | Rimbalzi   | 8 Pietro Aradori                                               |
| Paolo Moretti                                   | Allenatori | Massimiliano Menetti                                           |

| Arbitri: | Gianluca Mattioli (Pesaro) Alessandro Vicino (Argelato) Evangelista Caiazza (Arzano) |

|                                                                             |            |                                                        |
| Kyrylo Fesenko, Walter Hodge 16 Roko Ukić 14 JaJuan Johnson, Awudu Abass 11 | Punti      | 26 Brandon Davies 19 Chris Wright 10 Daniele Cavaliero |
| Walter Hodge 6                                                              | Assist     | 5 Chris Wright                                         |
| JaJuan Johnson 11                                                           | Rimbalzi   | 9 Brandon Davies                                       |
| Sergej Bazarevič                                                            | Allenatori | Paolo Moretti                                          |

### FIBA Europe Cup

#### Regular season
|    | Classifica Gruppo C | P.ti | G | V | P | PF  | PS  | DP  |
| -- | ------------------- | ---- | - | - | - | --- | --- | --- |
| 1. | Ostenda             | 10   | 6 | 4 | 2 | 473 | 438 | +35 |
| 2. | Pall. Varese        | 9    | 6 | 3 | 3 | 493 | 459 | +34 |
| 3. | Södertälje          | 9    | 6 | 3 | 3 | 438 | 439 | -1  |
| 4. | Falco Szombathely   | 8    | 6 | 2 | 4 | 415 | 483 | -68 |

| Risultati         | OST   | SOD   | SZO   | VAR   |
| ----------------- | ----- | ----- | ----- | ----- |
| Ostenda           |       | 80-77 | 91-62 | 79-85 |
| Södertälje        | 71-54 |       | 54-62 | 90-86 |
| Falco Szombathely | 64-86 | 81-85 |       | 75-73 |
| Varese            | 79-83 | 76-61 | 94-71 |       |

##### Girone di andata
| Arbitri: | Yener Yilmaz Petr Hrusa Milan Nedovic |

|                                                     |            |                                                             |
| Brandon Davies 23 Roko Ukić 20 Daniele Cavaliero 16 | Punti      | 21 Jean Salumu 15 Pierre-Antoine Gillet 12 Khalid Boukichou |
| Daniele Cavaliero 5                                 | Assist     | 4 Dušan Đorđević                                            |
| Brandon Davies 7                                    | Rimbalzi   | 7 Pierre-Antoine Gillet, Dominique Archie                   |
| Paolo Moretti                                       | Allenatori | Dario Gjergja                                               |

| Arbitri: | Dragan Neskovic Ivan Milicevic Fernando Calatrava Cuevas |

|                           |            |                                |
| Davies 19 Ukić 15 Faye 12 | Punti      | 23 Rundles 21 Butorac 8 Bognar |
| Cavaliero 11              | Assist     | 3 Butorac, Váradi              |
| Davies 7                  | Rimbalzi   | 7 Wright                       |
| Paolo Moretti             | Allenatori | László Kálmán                  |

| Arbitri: | Janusz Calik Francisco Araña Christof Madinger |

|                                         |            |                                                |
| Czerapowicz 30 Bizaca 29 Lejasmeiers 12 | Punti      | 18 Rihards Kuksiks 14 Davies, Galloway 12 Faye |
| Lejasmeiers 9                           | Assist     | 4 Galloway                                     |
| Anderson, Czerapowicz 7                 | Rimbalzi   | 7 Faye                                         |
| Vedran Bosnić                           | Allenatori | Paolo Moretti                                  |

##### Girone di ritorno
| Arbitri: | Emin Mogulkoc Chris Dodds Marko Vuckovic |

|                                                                |            |                                                                         |
| Pierre-Antoine Gillet 15 Khalid Boukichou 14 Dušan Đorđević 13 | Punti      | 17 Ramon Galloway 15 Rihards Kuksiks 13 Daniele Cavaliero, Luca Campani |
| Dušan Đorđević 7                                               | Assist     | 5 Daniele Cavaliero                                                     |
| Raško Katić 10                                                 | Rimbalzi   | 7 Mouhammad Faye                                                        |
| Dario Gjergja                                                  | Allenatori | Paolo Moretti                                                           |

| Arbitri: | Georgios Poursanidis Ventsislav Velikov Milan Nedovic |

|                                                    |            |                                                                       |
| Ryan Wright 16 Žarko Čomagić 15 Cameron Rundles 10 | Punti      | 23 Brandon Davies 15 Daniele Cavaliero 9 Luca Campani, Ramon Galloway |
| Reinar Hallik 6                                    | Assist     | 7 Ramon Galloway                                                      |
| Ryan Wright 9                                      | Rimbalzi   | 11 Brandon Davies                                                     |
| László Kálmán                                      | Allenatori | Paolo Moretti                                                         |

| Arbitri: | Petar Denkovski Matej Spendl Goran Sljivic |

|                                                                     |            |                                              |
| Brandon Davies 23 Mouhammad Faye, Maalik Wayns 11 Ramon Galloway 10 | Punti      | 16 Dino Pita 15 Skyler Bowlin 10 Nick Spires |
| Roko Ukić 7                                                         | Assist     | 4 Skyler Bowlin                              |
| Mouhammad Faye 7                                                    | Rimbalzi   | 8 Nick Spires                                |
| Paolo Moretti                                                       | Allenatori | Vedran Bosnić                                |

#### Round of 32
|    | Classifica Gruppo V | P.ti | G | V | P | PF  | PS  | DP  |
| -- | ------------------- | ---- | - | - | - | --- | --- | --- |
| 1. | Pall. Varese        | 11   | 6 | 5 | 1 | 480 | 436 | +44 |
| 2. | AEK Larnaca         | 9    | 6 | 3 | 3 | 422 | 416 | +6  |
| 3. | Cmoki Minsk         | 9    | 6 | 3 | 3 | 486 | 488 | -2  |
| 4. | Güssing Knights     | 7    | 6 | 1 | 5 | 427 | 475 | -48 |

| Risultati   | VAR   | GUS   | AEK   | MIN   |
| ----------- | ----- | ----- | ----- | ----- |
| Varese      |       | 85-81 | 74-72 | 94-63 |
| Güssing     | 71-77 |       | 68-60 | 88-89 |
| AEK Larnaca | 65-61 | 68-59 |       | 73-68 |
| Minsk       | 84-89 | 96-60 | 86-84 |       |

##### Girone di andata
| Arbitri: | Ademir Zurapović Nikolaos Somos Nikola Perlic |

|                                                                                         |            |                                                     |
| Giancarlo Ferrero 16 Luca Campani, Brandon Davies 14 Mouhammad Faye, Rihards Kuksiks 13 | Punti      | 15 Ivan Maraš 13 Aliaksei Lashkevich 11 Justin Gray |
| Maalik Wayns 9                                                                          | Assist     | 6 Justin Gray                                       |
| Mouhammad Faye 10                                                                       | Rimbalzi   | 9 Ivan Maraš                                        |
| Paolo Moretti                                                                           | Allenatori | Igor Grishchuk                                      |

| Arbitri: | Omer Esteron Mehdi Difallah Bernard Vassallo |

|                                                        |            |                                                                        |
| Thaddus McFadden 25 Primož Brezec 15 Brandon Bowman 10 | Punti      | 11 Giancarlo Ferrero 10 Mouhammad Faye, Maalik Wayns 9 Kristjan Kangur |
| Brandon Bowman 4                                       | Assist     | 4 Maalik Wayns                                                         |
| Primož Brezec 10                                       | Rimbalzi   | 11 Mouhammad Faye                                                      |
| Linos Gavriel                                          | Allenatori | Paolo Moretti                                                          |

| Arbitri: | Marius Ciulin Charalampos Karakatsounis Tomislav Vovk |

|                                                          |            |                                                      |
| Brandon Davies 23 Giancarlo Ferrero 18 Ramon Galloway 11 | Punti      | 18 Dane Watts 17 Thomas Klepeisz 14 Bradford Burgess |
| Ramon Galloway 5                                         | Assist     | 5 Moritz Lanegger                                    |
| Brandon Davies 18                                        | Rimbalzi   | 10 Dane Watts                                        |
| Paolo Moretti                                            | Allenatori | Matthias Zollner                                     |

##### Girone di ritorno
| Arbitri: | Anastasios Manos Stanislav Kucera Luka Kardum |

|                                                    |            |                                                        |
| Justin Gray 21 Branko Mirković 15 Garrett Stutz 12 | Punti      | 24 Maalik Wayns 18 Giancarlo Ferrero 16 Brandon Davies |
| Branko Mirković 7                                  | Assist     | 4 Ovidijus Varanauskas, Rihards Kuksiks                |
| Anthony Hilliard 5                                 | Rimbalzi   | 7 Mouhammad Faye, Rihards Kuksiks                      |
| Igor Grishchuk                                     | Allenatori | Paolo Moretti                                          |

| Arbitri: | Janusz Calik Fernando Calatrava Cuevas Ciprian Stoica |

|                                                                |            |                                                        |
| Brandon Davies 27 Ovidijus Varanauskas 15 Giancarlo Ferrero 12 | Punti      | 18 Brandon Bowman 17 Thaddus McFadden 13 Parrish Brown |
| Kristjan Kangur, Ramon Galloway 4                              | Assist     | 3 Iakovos Panteli                                      |
| Brandon Davies 11                                              | Rimbalzi   | 9 Brandon Bowman                                       |
| Paolo Moretti                                                  | Allenatori | Linos Gavriel                                          |

| Arbitri: | Jurgis Laurinavicius Mehdi Difallah Ernad Karovic |

|                                                          |            |                                                        |
| Bradford Burgess 18 Jerrell Wright 13 Thomas Klepeisz 10 | Punti      | 16 Giancarlo Ferrero 14 Mouhammad Faye 13 Maalik Wayns |
| Thomas Klepeisz 4                                        | Assist     | 5 Brandon Davies, Maalik Wayns                         |
| Dane Watts 6                                             | Rimbalzi   | 8 Mouhammad Faye                                       |
| Matthias Zollner                                         | Allenatori | Paolo Moretti                                          |

#### Ottavi di finale
| Arbitri: | Ademir Zurapović Sebastien Clivaz Luka Kardum |

|                                                     |            |                                                                  |
| Mouhammad Faye 21 Chris Wright 17 Brandon Davies 15 | Punti      | 23 Andy Rautins 16 Earl Calloway 11 Jure Balažič, Jawad Williams |
| Chris Wright 7                                      | Assist     | 7 Earl Calloway                                                  |
| Mouhammad Faye 10                                   | Rimbalzi   | 7 Anthony King, Jure Balažič, Julyan Stone                       |
| Paolo Moretti                                       | Allenatori | Stefanos Dedas                                                   |

| Arbitri: | Petar Denkovski Georgios Poursanidis Vladan Sundic |

|                                                                |            |                                                         |
| Andy Rautins 23 Jure Balažič 19 Anthony King, Earl Calloway 10 | Punti      | 18 Maalik Wayns 11 Giancarlo Ferrero 10 Kristjan Kangur |
| Earl Calloway 6                                                | Assist     | 3 Giancarlo Ferrero                                     |
| Julyan Stone 10                                                | Rimbalzi   | 7 Chris Wright, Kristjan Kangur                         |
| Stefanos Dedas                                                 | Allenatori | Paolo Moretti                                           |

| Arbitri: | Dragan Neskovic Boris Krejic Haydn Jones |

|                                                   |            |                                                                               |
| Maalik Wayns 20 Brandon Davies 19 Chris Wright 13 | Punti      | 15 Andy Rautins, Earl Calloway, Jawad Williams 9 Julyan Stone 7 Can Uğur Öğüt |
| Chris Wright 8                                    | Assist     | 6 Earl Calloway                                                               |
| Brandon Davies 12                                 | Rimbalzi   | 7 Julyan Stone                                                                |
| Paolo Moretti                                     | Allenatori | Stefanos Dedas                                                                |

#### Quarti di finale
| Arbitri: | Grzegorz Ziemblicki Sergei Beliakov Milan Nedovic |

|                                                      |            |                                                  |
| Brandon Davies 22 Chris Wright 21 Kristjan Kangur 14 | Punti      | 15 Brad Waldow 13 Kwame Vaughn 11 Carleton Scott |
| Maalik Wayns 4                                       | Assist     | 5 Dorian Marchant, Kwame Vaughn                  |
| Brandon Davies 12                                    | Rimbalzi   | 8 Brad Waldow                                    |
| Paolo Moretti                                        | Allenatori | Roel Moors                                       |

| Arbitri: | Juris Kokainis Anne Panther Mehdi Difallah |

|                                                     |            |                                                   |
| Kwame Vaughn 16 Yoeri Schoepen 15 Kevin Langford 14 | Punti      | 20 Maalik Wayns 16 Chris Wright 12 Brandon Davies |
| Kwame Vaughn 10                                     | Assist     | 4 Maalik Wayns                                    |
| Michael Smith 7                                     | Rimbalzi   | 10 Brandon Davies                                 |
| Roel Moors                                          | Allenatori | Paolo Moretti                                     |

| Arbitri: | Emin Mogulkoc Paulo Marques Luis Miguel Castillo Larroca |

|                                                      |            |                                                  |
| Maalik Wayns 23 Chris Wright 18 Giancarlo Ferrero 17 | Punti      | 26 Michael Smith 17 Brad Waldow 11 Mikh McKinney |
| Daniele Cavaliero 7                                  | Assist     | 3 Mikh McKinney, Dorian Marchant                 |
| Brandon Davies, Luca Campani, Rihards Kuksiks 7      | Rimbalzi   | 5 Brad Waldow, Jean-Marc Mwema                   |
| Paolo Moretti                                        | Allenatori | Roel Moors                                       |

#### Final Four

##### Semifinale
| Arbitri: | Emin Mogulkoc Janusz Calik Andrei Sharapa |

|                                                                                  |            |                                                   |
| Brandon Davies, Rihards Kuksiks 17 Maalik Wayns, Luca Campani 16 Chris Wright 12 | Punti      | 19 Jeremy Hazell 16 Devin Booker 12 John Roberson |
| Chris Wright 9                                                                   | Assist     | 5 John Roberson                                   |
| Maalik Wayns 6                                                                   | Rimbalzi   | 13 Devin Booker                                   |
| Paolo Moretti                                                                    | Allenatori | Jean-Denys Choulet                                |

##### Finale 1º-2º posto
| Arbitri: | Emin Mogulkoc Janusz Calik Martin Horozov |

|                                                   |            |                                                               |
| Chris Wright 19 Maalik Wayns 16 Kristjan Kangur 7 | Punti      | 15 Quantez Robertson 13 Jordan Theodore 12 Johannes Voigtmann |
| Daniele Cavaliero 4                               | Assist     | 4 Quantez Robertson                                           |
| Brandon Davies 7                                  | Rimbalzi   | 8 Mike Morrison                                               |
| Paolo Moretti                                     | Allenatori | Gordon Herbert                                                |